# Twilight of Jesters?
Twilight of Jesters? je šesté studiové album české skupiny Monkey Business. Vydáno bylo v roce 2009 společností Columbia Records a jeho producentem byl vůdce skupiny Roman Holý. Kromě členů kapely se na desce podíleli například Glenn Hughes, Dan Bárta, Vlastimil Třešňák a Ashley Slater. V několika písních zpívala Tereza Černochová, která později nahradila Tonyu Graves na postu zpěvačky kapely. Autorkou malby na obalu alba je Lela Geislerová.

## Seznam skladeb
1. Who Killed My Libido?
2. MJ Is 50
3. Kings of Discotheque
4. Nuremberg
5. ID Song
6. Fatal Tempo
7. Wedding Song
8. London Dealing
9. Twilight of Jesters
10. Gumball
11. Pils and Girls
12. History of Pathos
13. Bob Marley's Soccer Shoes

## Obsazení
Monkey Business
- Matěj Ruppert – zpěv
- Tonya Graves – zpěv
- Roman Holý – zpěv, klavír, syntezátory, kytara, programování bicích, elektrické piano, vokodér
- Ondřej Brousek – syntezátory, elektrické piano
- Pavel Mrázek – baskytara, hlas
- Martin Houdek – bicí
- Oldřich Krejčoves – kytara

Ostatní hudebníci
- Tereza Černochová – zpěv
- Dan Bárta – zpěv
- Glenn Hughes – zpěv
- Vlastimil Třešňák – zpěv
- Ashley Slater – zpěv, pozoun, hi-hat
- Ondřej Konrád – harmonika
- Vladimír Kratina – hlas
- Ondřej Smejkal – didgeridoo
- Vladimír Klánský – housle
- Miroslav Surka – trubka
- Imran Musa Zangi – perkuse
- James Cole – rap